# Crépey
Crépey é uma comuna francesa na região administrativa de Grande Leste, no departamento de Meurthe-et-Moselle. Estende-se por uma área de 20,9 km². Em 2010 a comuna tinha 404 habitantes (densidade: 19,3 hab./km²).